# Salvador Sanpere i Miquel
Salvador Sanpere i Miquel (Barcelona, Catalunya, 1840 - 26 de setembre del 1915) fou un historiador, crític, publicista i polític català.

## Activitat política
Des de la seva joventut fou un apassionat fervent de l'estudi; cursà i acabà en la seva ciutat nadiua la carrera d'arquitecte, que no va arribar a exercir, per dedicar tots els seves energies als estudis històrics i arqueològics i als seus ideals polítics. Aquest eren republicans més extremistes, que el portaren a ingressar en la francmaçoneria el 1862, distingint-se després per l'actuació constant en les lògies barcelonines. Als 16 anys ja era president d'una societat de joves, secreta i revolucionària, i als 19 s'allistà com a voluntari per la guerra d'Àfrica.
Des del 1860 es dedicà de ple al periodisme, col·laborant en els diaris de sabor i tendències lliurepensadores i antidinàstiques. Adepte incondicional d'Emilio Castelar, Francesc Pi i Margall i Nicolás Salmerón, seguí les vicissituds de l'actuació política d'aquells. Formà part de les Juntes revolucionàries de Barcelona i de Martorell durant la revolució de 1868; fou diputat de les Corts Constituents el 1869 i fou elegit diputat per Igualada a les eleccions generals espanyoles d'agost de 1872 i 1873. També fou membre de la Diputació provincial de Barcelona.
Un cop es produí la restauració borbònica (1874) va col·laborar a La Gaceta de Cataluña i fou afecte a Emilio Castelar fins que aquest va fundar el Partit Republicà Possibilista. Aleshores es dedicà a l'activisme cultural.
Gaudí de diverses pensions per fer investigacions històriques en arxius de l'estranger, el 1872 i 1873. De 1874 a 1877 dirigí la Revista Histórico-Latina, i del 1880 al 1887 la Revista de Ciencias Históricas. El 1879 fou comissari reial d'Espanya en l'Exposició Universal de Viena. També va ser acadèmic corresponent de la de la Història i de les Reials de Bones Lletres de Barcelona i Sevilla. A Barcelona prestà valuosos serveis com a vocal de la Junta de Museus de Catalunya i com fundador del Museu de Reproduccions. Assolí diversos premis en els Jocs Florals de Barcelona i va escriure moltes obres seves en català. Poc abans de morir va participar en les campanyes a favor dels aliats de la Primera Guerra Mundial.
Va morir a Barcelona en la nit del 25 al 26 de setembre de 1915.

## Activitat cultural

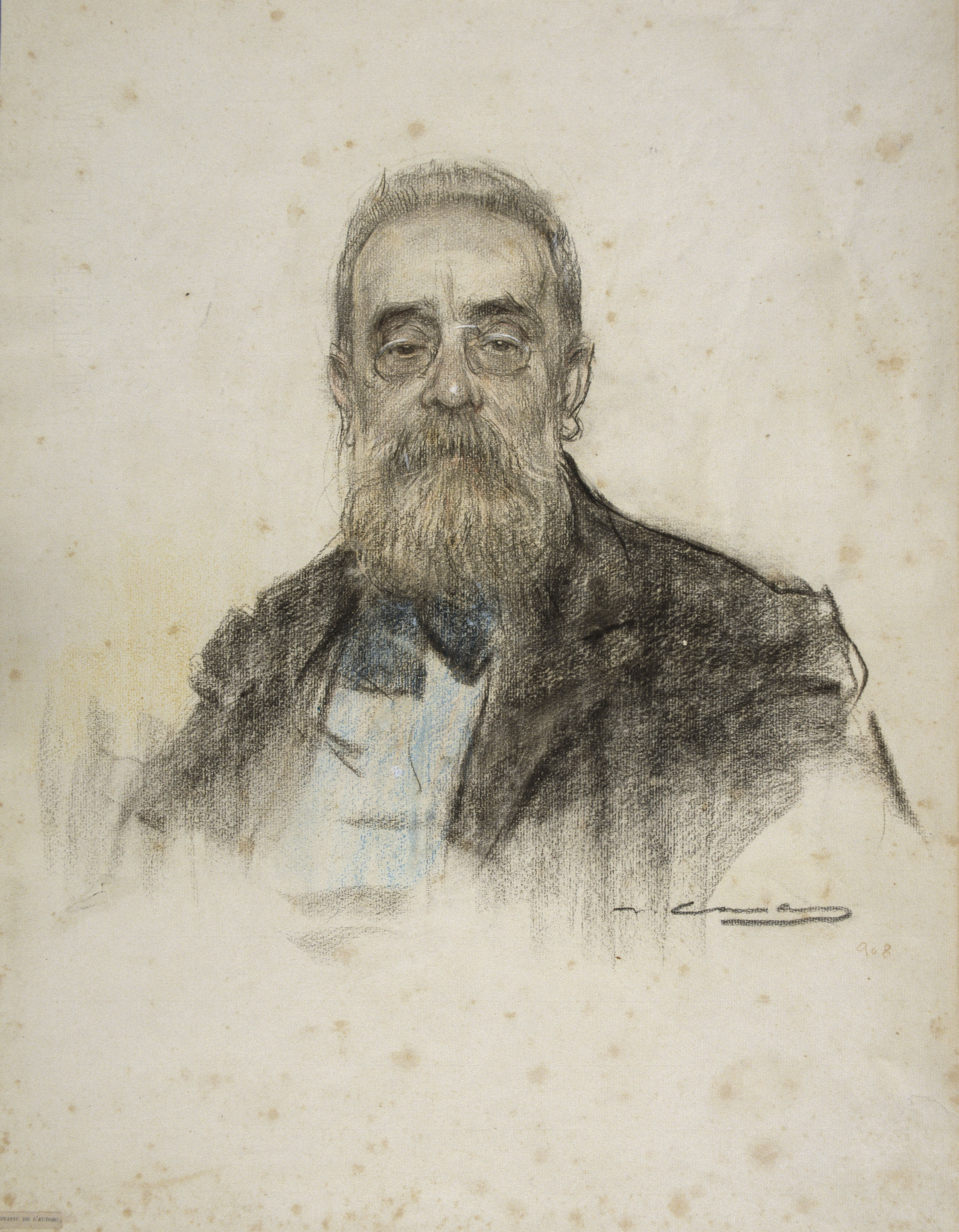
Sanpere vist per Ramon Casas (MNAC).

Foren innombrables els cursos i conferències que va donar en centres culturals i acadèmics arreu d'Espanya. La seva tasca és admirable pel copiosa i assenyada, malgrat que en les seves obres històriques la passió sectària ofusqués de vegades la veritat i la desnaturalitzi.
El seu llibre més transcendental és Els Quatrecentistes Catalans (Barcelona, 1912); història criticodescriptiva de l'escola pictòrica de Catalunya del segle xv, la qual existència i valor positiu demostra gràficament i documental, encara que la crítica posterior (mossèn Josep Gudiol i Cunill, Josep Maria Folch i Torres, Vicente Lampérez, Bonaventura Bassegoda i Amigó hagi assenyalat algunes inexactituds, deficiències i omissions en l'obra de Sanpere.
Els seus Origenes i fuentes de la nacionalidad catalana (Barcelona, 1879), on dona conèixer les primeres dades vers la judicatura a Catalunya de la mà de Bonhom, jutge que donà a conèixer el Liber judicatum popularis, i que són un arsenal de dades per a corroborar la seva tesi; El fin de la nación catalana (Barcelona, 1902) és un tractat monogràfic del setge i defensa de Barcelona el 1714, i que serveix de base a tot estudi superior, i La Rodalia de Corbera, Barcelona, 1897 és un treball de pacient reconstitució de setges, edificis, institucions i barriades desaparegudes entre les que Felip V manà ensorrar per a construir el barri de la Ciutadella de Barcelona.
En els Jocs Florals de Barcelona li foren premiades les seves monografies L'Alsament de Mieres; Biografia d'Esteve Gilabert Bruniquer; Wifred lo Pilós, i Les Armades de Salou i Portfangós, que figuren impreses en els volums corresponents a 1879, 1880, 1888, i 1895. Inclinat al principi al krausisme, més tard adoptà les doctrines positivistes. Col·laborà també en la Geografia general de Catalunya de Francesc Carreras i Candi.
Part del fons personal de Salvador Sanpere i Miquel es conserva a l'Arxiu Històric de la Ciutat de Barcelona.

## Obres
- Les Dames d'Aragó de Salvador Sanpere i Miquel, edició de la Biblioteca Popular de L'Avenç de l'any 1908Història de l'Art
- Els Incunables Catalans
- La Pintura Medieval catalana

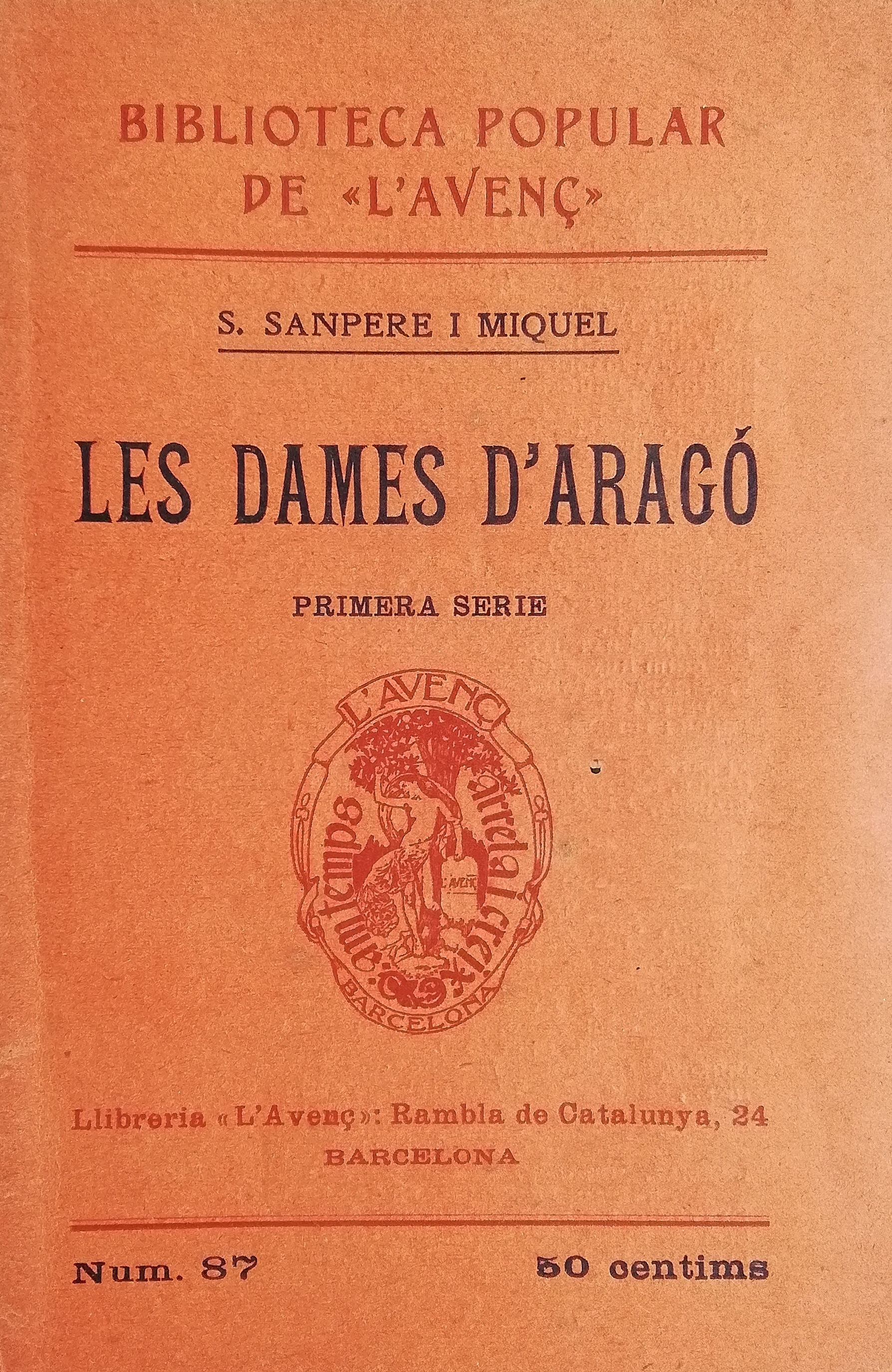
Les Dames d'Aragó de Salvador Sanpere i Miquel, edició de la Biblioteca Popular de L'Avenç de l'any 1908

- Les dames d'Aragó, en català. Publicat per Biblioteca Popular de L'Avenç l'any 1908
- Barcelona. Son passat, present i porvenir (1878, editada en castellà el mateix any)
- Orígens i fonts de la nació catalana (1878)
- Las costumbres catalanas en tiempo de Juan I (1878)
- Notícia sobre el moviment històric en la Balear menor (1879)
- Un estudi de toponomàstica catalana (1880)
- Contribución al estudio de la religión de los iberos (1880) a «Revista de Ciencias Históricas»
- Los Íberos (1881) a «Revista de Ciencias Históricas»
- La emancipación del hombre (en 5 volums, amb pròleg de Nicolás Salmerón, 1882)
- Historia del lujo (1886)
- Fin de la nación catalana (1905, sobre la guerra de Successió i de les seves conseqüències per a Catalunya)
- De la introducción y establecimiento de la imprenta en las coronas de Aragón y Castilla y de los impresores de incunables catalanes (1909)
- Minoria de Jaume I (1910)
- Els Quatrecentistes Catalans (1912)

També va traduir La Estética de Karl Christian Friedrich Krause, La Morfologia, d'Ernst Haeckel, i El Universo Social, de Herbert Spencer.